# Siobhan Hayes
Siobhan Hayes (ur. 23 kwietnia 1975) – brytyjska aktorka, znana m.in. z roli Abi Harper w serialu komediowym Moja rodzinka.

## Filmografia
- 2008 Doctors
- 2008 Barnet Shuffle
- 2008 EastEnders
- 2006 The Secret Life of Mrs. Beeton
- 2005 Harry Hill's Shark Infested Custard
- 2005 Szpital Holby City (Holby City)
- 2004 Agatha Christie: Miss Marple (Agatha Christie's Marple)
- 2003 Mała Brytania (Little Britain)
- 2002 Moja rodzinka (My Family)
- 2001 Iris
- 1999 Starting Out
- 1999 Cry Wolf
- 1999 Put Out More Fags
- 1994 Two Golden Balls
- 1993 Birds of a Feather
- 1993 Paul Merton: The Series
- 1992 The Bill
- 1991 Ex
- 1990 Up the Garden Path
- 1985 Flesh & Blood
- 1982 Blue Money